# William Dean Howells
William Dean Howells (Martin's Ferry, Ohio, 1 de marzo de 1837-Nueva York, 11 de mayo de 1920) fue un hispanista y escritor estadounidense, asociado al Realismo.

## Trayectoria
Su padre fue un impresor y editor de periódicos. Howells era el segundo de ocho hijos. Trabajó como colaborador y traductor para varios periódicos y aprendió español y alemán. 
Inició su carrera literaria en Boston con un libro de versos. Viajó por Inglaterra, Italia y España contribuyendo con su libro Familiar Spanish Travels a la difusión de los valores españoles, tanto artísticos como literarios. Fue cónsul en Venecia (1861-1865) —de ahí su Venetian Life—, y se casó con Elinor Mead (1862) en París. 
De retorno a los Estados Unidos, Howells trabajó en las revistas The Nation (1865), The Atlantic Monthly (1871-81), que también dirigió, y Harper's Magazine (1881-91); y como crítico defendió los postulados estéticos del Realismo, que reflejó en su novela Their Wedding Journey (1872), primera de un extenso ciclo novelístico de 38 títulos. 
Acusó el influjo de León Tolstoy y fue amigo personal de prestigiosos autores como Mark Twain, Henry James, William James, Henry Adams entre otros. En Editor's Study, su columna de crítica literaria en el Atlantic Monthly, y luego en Harper's, divulgó sus teorías acerca del realismo en la literatura. También colaboró en la difusión de varios autores entre los que se cuentan Stephen Crane, Emily Dickinson, Hamlin Garland, Frank Norris y Robert Herrick. Tradujo al inglés Un drama nuevo de Manuel Tamayo y Baus.
La producción literaria de Howells es muy extensa y variada. Su obra consta de poesía, teatro, libros de viajes, ensayos, biografías, una autobiografía, artículos de prensa, crítica literaria y novelas, pero destacó en estos dos últimos campos. Como crítico cabe destacar su obra Criticism and Fiction (Crítica y ficción), de 1891; dio a conocer a los norteamericanos a los autores del Realismo europeo, como Émile Zola, Henrik Ibsen, León Tolstoy, Iván Turgueniev y Benito Pérez Galdós. 
Como novelista empezó imitando a Henry James e hizo notar el contraste entre la sociedad estadounidense y la europea; en A Fearful Responsibility (Una responsabilidad espantosa), de 1881, por ejemplo. Después se centró en la problemática social, con novelas como The Rise of Silas Lapham (La ascensión de Silas Lapham), de 1885. Por último, extrema la crítica social hasta llegar a la plena denuncia de la injusticia de las estructuras injustas, con obras como Annie Kilburn (1888) y la novela utópica A Traveler from Altruria (Un viajero de Altruria), de 1890. 
El público norteamericano de entonces le apreció y leyó sus obras. Se le ha empezado a traducir recientemente al español.

## Obras
- Venetian Life, 1866. Tr., con prólogo de Henry James: Vida veneciana, Páginas de Espuma, 2009, ISBN 978-8483-93016-8.
- Their Wedding Journey, 1871, 1887, 1916
- A Chance Acquaintance, 1873
- A Foregone Conclusion, 1875
- The Rise of Silas Lapham, 1885
- The Shadow of a Dream, 1890
- The Day of Their Wedding, 1895
- A Traveller from Altruria, 1892-3
- The Whole Family: a Novel by Twelve Authors
- A Counterfeit Presentment (1877)
- The Lady of the Aroostook (1879)
- The Undiscovered Country (1880)
- A Fearful Responsibility (1881)
- Dr. Breen's Practice (1881)
- A Woman's Reason (1883)
- Three Villages (1884)
- Tuscan Cities (1885)
- The Minister's Charge (1886)
- Indian Summer (1886)
- Modern Italian Poets (1887)
- April Hopes (1888)
- Criticism and Fiction (1891). Tr. y edición de Constante González Groba: La crítica y la ficción (Texto bilingüe), León, Universidad, 1996 ISBN 84-771-9536-6.
- The World of Chance (1893)
- The Coast of Bohemia (1893)
- My Year In a Log Cabin (1893)
- The Story of a Play (1898)
- Ragged Lady (1899)
- Their Silver Wedding Anniversary (1899)
- The Flight of Pony Baker (1902)
- The Kentons (1902)
- Son of Royal Langbrith (1904)
- London Films (1905)
- Certain Delightful English Towns (1906)
- Between the Dark and the Daylight (1907)
- Heroines of Fiction (1908)
- My Mark Twain: Reminiscences (1910), sobre el escritor.
- New Leaf Mills (1913)
- Seen and Unseen at Stratford-on-Avon: A Fantasy (1914)

- Datos: Q526709
- Multimedia: William Dean Howells / Q526709